# Rue des Boulets
Pour l’article homonyme, voir Rue des Boulets (métro de Paris).
La rue des Boulets est une rue de Paris située dans le 11e arrondissement, dans le quartier Sainte-Marguerite.

## Situation et accès
Ce site est desservi par la station de métro Rue des Boulets.

## Origine du nom
La rue doit son nom à celui d'un lieu-dit « les Boulets », appellation déjà attestée au XVIe siècle et qui pourrait elle-même venir de « boulaie », lieu planté de bouleaux ou bien prendre son origine dans les guerres de Religion du XVIe siècle.

## Historique
La rue des Boulets correspond à une section d'un chemin qui reliait Saint-Maur-des-Fossés et Saint-Denis au XVIIe siècle. Ce n'est toujours qu'un chemin au début du XVIIIe siècle.
Dans la première moitié du XIXe siècle, la rue des Boulets va de la rue de Montreuil  à la rue de Charonne. 
En 1868, elle absorbe au nord la rue de la Muette, et au sud la rue Saint-Denis-Faubourg-Saint-Antoine et s'étire alors de la rue de la Roquette à la rue du Faubourg-Saint-Antoine,,.
En 1944, la rue des Boulets perd sa partie nord à partir du boulevard Voltaire, qui devient la rue Léon-Frot.

## Bâtiments remarquables et lieux de mémoire
- du No 21 au No 45 : limite de la folie Titon